# 蔣廷銓
蔣廷銓（1639年—1704年），庠名鏳，字越音，號晉山，南直隸蘇州府長洲縣人，清朝政治人物。

## 生平
蔣廷銓來自蘇州婁關蔣氏家族，為蔣燦孫。父蔣圻（字胤侯，號雪菴，1617-1664）為蔣燦第三子，蘇州府庠生，《滄浪亭五百名賢像》有其像記。母為參軍王汝哲女。蔣圻有六子，蔣廷銓為第三子，其次兄為蔣之逵。
蔣廷銓為蘇州府庠生，入太學為監生。康熙十九年（1680年）任福建上杭縣知縣，授文林郎，期間纂修《上杭縣志》，二十八年（1689年）任雲南昆陽州知州，三十七年（1698年）任奉天府治中，誥授奉政大夫，後改補順天府管糧通判，署宛平縣知縣，四十三年（1704年）卒於順天府任上，由子蔣濂扶櫬歸里。蔣廷銓纂有《上杭縣志》，著有《小寄詩鈔》與《賓松堂詩集》等。

## 家庭
夫人為申用嘉長子申繼揆第九女；側室潘氏。順治十六年（1659年），蔣廷銓曾與祖父蔣燦及江南諸文友為岳父申繼揆七十大壽獻詩文，其所著贈言記於《傳社唱和》文集中。有四子：蔣灝、蔣澍（早逝）、蔣濙及蔣濂。